# میروسلاو هرماشفسکی
میروسلاو هرماشفسکی (به انگلیسی: Mirosław Hermaszewski) (۱۵ سپتامبر ۱۹۴۱ – ۱۲ دسامبر ۲۰۲۲) فضانورد و خلبان هواپیمای جنگنده و افسر نیروی هوایی لهستان بود. او اولین و تا دسامبر ۲۰۲۲ تنها شهروند لهستانی فضانورد بود که در سال ۱۹۷۸با فضاپیمای سایوز۳۰ شوروی پرواز کرد. او هشتاد و نهمین انسانی است که به فضا رفت. میروسلاو در ۱۵ سپتامبر ۱۹۴۱ میلادی در لیپنیکی زاده شد.